# Эрскин, Уолтер, 12-й граф Мар
Уолтер Джон Фрэнсис Эрскин, 12-й граф Мар, 14-й граф Келли (англ. Walter John Francis Erskine, 12th Earl of Mar and 14th Earl of Kellie; 29 августа 1865 — 3 июня 1955) — шотландский дворянин и пэр.

## Биография
Родился 29 августа 1865 года. Старший сын Уолтера Эрскина, 11-го графа Мара (1839—1888), и Мэри Энн Форбс (1838—1927), дочери Уильяма Форбса. Он получил образование в Итонском колледже, служил вторым лейтенантом, а затем лейтенантом в шотландской гвардии с 1887 по 1892 год.
16 сентября 1888 года после смерти своего отца Уолтер Эрскин унаследовал титулы 12-го графа Мара (Пэрство Шотландии), 14-го барона Эрскина из Дирлетоуна (Пэрство Шотландии), 14-го виконта Фентуона (Пэрство Шотландии), 14-го графа Келли (Пэрство Шотландии) 14-го лорда Дирлетоуна (Пэрство Шотландии) и 14-го виконта Фентоуна (Пэрство Шотландии).
Шотландский пэр-представитель в Палате лордов Великобритании (1892—1950), лорд-лейтенант Клакманнаншира (1898—1955), лорд-регистр-клерк и хранитель печати (1936—1944) . Он также был наследственным хранителем замка Стерлинг, и почетным полковником 7-го батальона горцев Аргайла и Сазерленда. Он последовательно был бригадиром, прапорщиком, лейтенантом и капитаном в Королевской роте лучников.
Кавалер Ордена Чертополоха (1911) и канцлер Ордена Чертополоха (1932—1949).

## Семья
14 июня 1892 года Уолтер Эрскин женился на леди Вайолет Эшли-Купер (18 июля 1868 — 16 декабря 1938), дочери Энтони Эшли-Купера, 8-го графа Шефтсбери (1831—1886), и леди Гарриет Августы Анны Сеймурины Чичестер. У супругов было трое детей:
- Леди Элин Вайолет Эрскин (род. и ум. 2 августа 1893)
- Майор Джон Фрэнсис Эшли Эрскин, лорд Эрскин (26 апреля 1895 — 3 мая 1953)
- Капитан достопочтенный Фрэнсис Уолтер Эрскин (9 января 1899 — 20 сентября 1972)

Его старший сын Джон умер раньше него, и ему наследовал внук Джон Эрскин, 13-й граф Мар, 15-й Келли (1921—1993).